# Silnice II/448
Silnice II/448 je silnice II. třídy, která vede z Konice do Olomouce. Je dlouhá 31 km. Prochází jedním krajem a dvěma okresy.

## Vedení silnice

### Olomoucký kraj, okres Prostějov
- Konice (křiž. II/366)
- Budětsko (křiž. III/4481, III/4484)
- Nová Dědina
- Kandia (křiž. III/4485, III/36635)
- Laškov (křiž. III/4486)

### Olomoucký kraj, okres Olomouc
- Ludéřov (křiž. III/4488, III/4489, III/44810)
- Drahanovice (křiž. II/449, III/44811, III/44812)
- Rataje (křiž. III/44814)
- Těšetice (křiž. III/44921, III/44815)
- Ústín (křiž. III/44816)
- Topolany (křiž. III/5709)
- Neředín (křiž. I/35)
- Olomouc (křiž. I/46, II/446, III/03551, III/4464)